# مأموریت عجیب و غریب
مأموریت عجیب و غریب (به انگلیسی: Fantasy Mission Force) یک فیلم اکشن و ترسناک محصول سال ۱۹۸۲ سینمای هنگ کنگ به کارگردانی کوین چو است. اگر چه در این فیلم از جکی چان به عنوان قهرمان فیلم نام برده شده ولی او تنها در چند صحنه در این فیلم سینمایی ظاهر می‌شود.

## بازیگران
- جکی چان
- بریجیت لین
- جیمی وانگ یو
- آدام چنگ